# Luchthaven Spriggs Payne
Luchthaven Spriggs Payne (IATA:MLW, ICAO:GLMR) is de luchthaven van Monrovia, de hoofdstad van Liberia in West-Afrika. De luchthaven ligt midden in het stedelijk district. Terwijl Luchthaven Roberts Internationaal de eerste luchthaven van het land is, heeft Spriggs Payne de enige andere verharde startbaan in het land, en is ook de enige andere luchthaven met internationale verbindingen.

## Geschiedenis
Vanaf 1991 handelt Spriggs Payne ook internationale vluchten af, daarvoor alleen maar binnenlandse lijndiensten. In november 2008 was Elysian Airlines de enige luchtvaartmaatschappij die op Spriggs Payne vloog. Toch heeft deze luchtvaartmaatschappij een belangrijke werking, met wekelijkse vluchten naar Freetown, Conakry, Abidjan en Banjul. Deze luchtvaartmaatschappij heeft ook een paar binnenlandse bestemmingen, zoals Harper.

## Faciliteiten
De luchthavenfaciliteit bestaat uit een paar alleenstaande gebouwen. De terminal zelf heeft een röntgenscreening-gebied bij de ingang, een wachtruimte met satelliet-tv en een kleine bar. De luchthaven is ook uitgerust met een immigratiedienst, om internationale vluchten af te handelen. Elysian Airlines heeft een ticketkantoor buiten de terminal, en de Verenigde Naties bezet verschillende kantoren aan de airside. De  hoofdactiviteit van het vliegveld is het faciliteren van VN-helikopters en -vliegtuigen.
De luchthaven is vernoemd naar James Spriggs Payne, die de president van de republiek Liberia was in 1868-1870 en nog een keer van 1876-1878.

## Ongelukken
- Op 10 juni 1978 raakte een Vickers Viscount (9L-AGL) van West African Air Cargo licht beschadigd toen het landingsgestel instortte tijdens de landing.

## Luchtvaartmaatschappijen en bestemmingen
- ASKY Airlines - Accra, Bamako, Lomé
- Fly 6ix - Conakry, Freetown, Banjul